# Hashem Al-Ghaili
 (juillet 2025).
Hashem Al-Ghaili, né le 11 août 1990 au Yémen, est un biologiste moléculaire, communicateur scientifique, réalisateur et producteur yéménite. Il est principalement connu pour sa page Facebook homonyme, lancée en 2009, où il partage des infographies et vidéos vulgarisées sur l'actualité scientifique. En octobre 2022, sa page comptait plus de 32 millions d'abonnés.

## Biographie
Né au nord du Yémen, Hashem Al-Ghaili grandit au sein d’une fratrie de 12 enfants dans une famille exploitant une ferme de khat. À l’âge de 16 ans, il obtient son baccalauréat. Son père souhaitait qu’il reste travailler à la ferme, mais il postule en secret à une bourse d’études gouvernementale.
Il obtient une licence à l’Université de Peshawar au Pakistan en 2008, puis un master en biologie moléculaire à l’Université Jacobs de Brême en Allemagne (aujourd’hui Constructor University) en 2015.

## Carrière
Il lance sa page Facebook en 2009. Ses publications visuelles rencontrent un succès viral. En 2018, il fait partie d'une étude du Pew Research Center sur l’impact des contenus scientifiques sur les réseaux sociaux.
En 2019, il réalise et produit son premier court-métrage de science-fiction, Simulation, récompensé dans plusieurs festivals.
En 2023, il publie son premier roman de science-fiction autoédité : Simulation: The Great Escape.

## Controverses et débats
Ses rendus numériques hyperréalistes ont parfois été pris pour des projets réels, notamment son concept d’utérus artificiel présenté dans une vidéo virale de 2022. Ce projet a suscité des réactions médiatiques et politiques, y compris de la part de Candace Owens. Al-Ghaili a précisé que son intention était de « stimuler le débat public sur les technologies émergentes ».

## Filmographie
- 2019 : Simulation (court-métrage)
- À venir : Orbital (long-métrage)

## Distinctions
- Prix Futurism de l'excellence en médias et littérature scientifique (2014)[9]
- Ambassadeur de l’université de Peshawar auprès du Yémen (2012)[10]